# Technetium(VII)-oxid
Technetium(VII)-oxid ist eine anorganische chemische Verbindung des Technetiums aus der Gruppe der Oxide.

## Darstellung
Technetium(VII)-oxid kann durch Reaktion von Technetium mit Sauerstoff bei 450–500 °C gewonnen werden.
{\displaystyle {\ce {4 Tc + 7 O2 -> 2Tc2O7}}}
Es entsteht auch bei der Disproportionierung von Technetium(VI)-oxid.
{\displaystyle {\ce {3 TcO3 -> Tc2O7 + TcO2}}}

## Eigenschaften
Technetium(VII)-oxid ist ein hellgelber, sehr hygroskopischer Feststoff in Form von nadelförmigen Kristallen. Er hat im festen Zustand eine Molekülstruktur und hat eine orthorhombische Kristallstruktur mit der Raumgruppe Pbca (Raumgruppen-Nr. 61) und den Gitterparametern a = 1375,6 pm, b = 743,9 pm und c = 561,7 pm. Er ist löslich in Wasser unter Bildung von Pertechnetiumsäure HTcO4, wobei die konzentrierte Lösung eine pinke Farbe besitzt.